# Видосав Шопаловић
Видосав Шопаловић (Мачкат, 1893— ?) био је земљорадник, учесник Другог балканског и Првог светског рата и носилац Карађорђеве звезде са мачевима. 
Рођен је 8. марта 1893. године у Мачкату, где је живео у родитељском дому Ранка и Јеле и завршио основну школу. На одслужење војног рока отишао је 1. јануара 1913. године, у 2. чету 2. батаљона IV пешадијског пука, са којим је прошао сва ратишта до Кајмакчалана, када је рањен. После рата живео је у Ужицу, као поднаредник у пензији.